# Victoria Royals
Victoria Royals – kanadyjski klub hokeja na lodzie z siedzibą w Victorii.
Poprzednikiem prawnym był w latach 2006-2011 klub Chilliwack Bruins.
W sezonie 2011/2012 trenerem zespołu był Marc Habscheid.

## Sukcesy
- Scotty Munro Memorial Trophy: 2016